# 菲柳斯的阿西歐西亞
菲柳斯（Phlius）的阿西歐西亞（Axiothea）（ 希臘語： fl。 C。公元前350年），是柏拉图和斯珀西波斯的女学生。
她出生在菲柳斯，這是一个在斯巴達伯罗奔尼撒的城市。当柏拉图创办了柏拉圖学院時，狄米斯提厄斯說阿西歐西亞阅读柏拉图理想國後，可以前往雅典做他的学生。为了避免成为交際花，阿西歐西亞在柏拉图学园時女扮男裝。在柏拉图死后，她继续与柏拉图的侄子斯珀西波斯一起学习 。 
俄克喜林庫斯的纸莎草曾經提到一位身份不明的女子，她曾經跟從柏拉图、斯珀西波斯和迈内德姆斯学习。该文還顯示：“在她十几岁的时候，她很可爱，還充满了未被研究的恩典。”这个女人可能是阿西歐西亞或Lastheneia。